# Craig Charron
Craig Charron (15 de novembro de 1967 - 19 de outubro de 2010) foi um jogador profissional de hóquei no gelo norte-americano.
Charron morreu aos 42 anos em outubro de 2010 após uma batalha contra um câncer de estômago.